# CRUX
CRUX Linux — це незалежний, легкий, оптимізований під архітектуру i686 дистрибутив Linux, орієнтований на користувачів, що мають досвід використання Linux. Також існують гілки під архітектури i486, i586, x86 64 та інші.
Відмінною рисою цього дистрибутиву є девіз keep it simple — «роби простіше». Це відображається в дуже простій, базованій на файлах tar.gz, пакетній системі та мінімальному наборі програмного забезпечення, що входить безпосередньо до офіційного дистрибутиву.
Метою проекту є створення простого та прозорого для користувачів дистрибутиву, заснованого на BSD-подібних скриптах ініціалізації, що має максимально спрощену структуру і містить відносно невелике число готових бінарних пакунків. CRUX підтримує систему портів, що дозволяє легко встановлювати та оновлювати застосунки в стилі FreeBSD/Gentoo.